# Yoon Mi-ra
Yoon Mi-ra (en hangul, 윤미라; 18 de diciembre de 1951) es una actriz surcoreana.

## Filmografía

### Cine
| Año  | Título                                 | Rol                           |
| ---- | -------------------------------------- | ----------------------------- |
| 1970 | The Invincible of the Far East         |                               |
| 1970 | I'll Say Goodbye                       |                               |
| 1970 | Gu Bong-seo's Marriage Plan            |                               |
| 1970 | Double-edged Sword                     |                               |
| 1970 | Girls from Eight Provinces             |                               |
| 1970 | Quick as Lightning                     |                               |
| 1970 | Operation Tokyo Expo '70               |                               |
| 1972 | Ok-Nyeo's Resentment                   |                               |
| 1972 | Resentment of Daughter-in-law          |                               |
| 1973 | Biwon                                  |                               |
| 1973 | A She-Sailor                           |                               |
| 1973 | Two Faces in Sunset                    |                               |
| 1974 | The Tigress                            |                               |
| 1974 | Parade of Wives                        |                               |
| 1974 | Confession of My Life                  |                               |
| 1975 | A Troupe of Strolling Actors           |                               |
| 1975 | The Fool Yong-chil                     |                               |
| 1975 | Gold Madam                             |                               |
| 1976 | Family                                 |                               |
| 1976 | I Am Looking for a Wife                |                               |
| 1976 | Three Sisters                          |                               |
| 1976 | Woman In Jail                          |                               |
| 1976 | Great Escape of Women Prisoners        |                               |
| 1976 | Young City                             |                               |
| 1976 | Five Commandments                      |                               |
| 1976 | Yui Hyeol Mun, Righteous Martial Party |                               |
| 1977 | Mission of Canon-Chungjin              |                               |
| 1977 | Mister O (Mister Zero)                 |                               |
| 1978 | The Old Manor                          |                               |
| 1978 | Under the Sky With No Mother (Sequel)  |                               |
| 1978 | Woman Who Brought the Storm            |                               |
| 1978 | Festival of the Chicks                 |                               |
| 1978 | The Sunny Side of Love                 |                               |
| 1978 | Floating Plants                        |                               |
| 1980 | This Pain of the Woman                 |                               |
| 1981 | The Man Made to Cry By a Woman         |                               |
| 1981 | On the Road                            |                               |
| 2002 | Surprise (aka Surprise Party)          |                               |
| 2011 | Sunny                                  | fotografía del pasado (cameo) |

### Series de televisión
| Año     | Título                          | Rol                    | Red       | Ref.        |
| ------- | ------------------------------- | ---------------------- | --------- | ----------- |
| 1990    | Love on a Jujube Tree           | Doo Shim               | KBS       |             |
| 1994    | The Moon of Seoul               | Ok-hee                 | MBC       |             |
| 1994    | Partner                         | Jap-sun                | MBC       |             |
| 1995    | Blowing of the Wind             | Kim Mal-soon           | KBS2      |             |
| 1996    | First Love                      | madre de Lee Hyo-kyung | KBS2      |             |
| 1997    | Because I Really                | Hong Geum-pyo          | KBS1      |             |
| 1997    | Wedding Dress                   |                        | KBS2      |             |
| 1998    | TV Novel: Eun-ah's Daughter     |                        | KBS1      |             |
| 1999    | You Don't Know My Mind          | Na Do-bong             | MBC       |             |
| 2000    | Say It with Your Eyes           | tía de In-kyung        | MBC       |             |
| 2000    | More Than Words Can Say         | Yeo Sang-sook          | KBS1      |             |
| 2001    | The Rules of Marriage           | Park Dal-ja            | MBC       |             |
| 2001    | Way of Living: Couple           | Song Jung-hee          | SBS       |             |
| 2002    | Whenever the Heart Beats        | Hwang Su-im            | KBS2      |             |
| 2002    | The Woman                       | Yang Dong-hee          | SBS       |             |
| 2003    | Wife                            | Geum Chon-chak         | KBS2      |             |
| 2003    | Escape from Unemployment        | Jo Chang-sook          | SBS       |             |
| 2003    | Pretty Woman                    | Baek Keum-rye          | MBC       |             |
| 2004    | Terms of Endearment             | Lee Hyung-sil          | KBS2      |             |
| 2005    | Be Strong, Geum-soon!           | Oh Mi-ja               | MBC       |             |
| 2005    | That Woman                      | Han Sun-nyeo           | SBS       |             |
| 2006    | Famous Princesses               | Ban Chin-soon          | KBS2      |             |
| 2006    | Queen of the Game               | Jang Su-ja             | SBS       |             |
| 2007    | Que Sera, Sera                  | Yoon Jung-im           | MBC       |             |
| 2007    | Winter Bird                     | Ms. Lee                | MBC       |             |
| 2007    | Cannot Hate You                 | Jung Soon-im           | SBS       |             |
| 2008    | Chunja's Happy Events           | Heo Young-ae           | MBC       |             |
| 2008    | Temptation of Wife              | Yoon Mi-ja             | SBS       |             |
| 2009    | My Too Perfect Sons             | Bae Ok-hee             | KBS2      | [ 2 ]       |
| 2010    | A Good Day for the Wind to Blow | Yoon Sun-hee           | KBS1      |             |
| 2011    | Believe in Love                 | Yoon Hwa-young         | KBS2      | [ 3 ]       |
| 2011    | War of the Roses                | Mrs. Yoo               | SBS       |             |
| 2012    | Tasty Life                      | Han Bong-soon          | SBS       |             |
| 2012    | Can't Live Without You          | Lee Mi-ja              | MBC       |             |
| 2013    | Your Lady                       | Park Soon-ja           | SBS       |             |
| 2013    | Passionate Love                 | Jang Bok-hee           | SBS       |             |
| 2013    | Shining Romance                 | Heo Mal-sook           | MBC       |             |
| 2014    | The Greatest Marriage           | Jeon Ryeo-ja           | TV Chosun | [ 4 ]       |
| 2015    | My Heart Twinkle Twinkle        | Lee Mal-sook           | SBS       | [ 5 ]       |
| 2015    | My Mom                          | Mrs. Jang              | MBC       |             |
| 2016    | Father, I'll Take Care of You   | Han Ae-Ri              | MBC       |             |
| 2017    | Reunited Worlds                 | Lady Doh               | SBS       |             |
| 2018    | I Am the Mother Too             | Lim Eun-ja             | SBS       |             |
| 2021    | Amor Fati                       | Ko Sang-hye            | SBS       |             |
| 2022-23 | Red Balloon                     | Na Gong-ju             | TV Chosun | [ 6 ] [ 7 ] |
| 2023-24 | Live Your Own Life              | Lee Seon-soon          | KBS2      | [ 8 ]       |

## Premios y nominaciones
| Año  | Premio           | Categoría                      | Nominción           | Resultado |
| ---- | ---------------- | ------------------------------ | ------------------- | --------- |
| 1997 | KBS Drama Awards | Premio a la Excelencia, Actriz | Porque Realmente    | Ganadora  |
| 2006 | KBS Drama Awards | Mejor Actriz de Reparto        | Famous Princesses   | Nominada  |
| 2009 | KBS Drama Awards | Premio a la Excelencia, Actriz | My Too Perfect Sons | Nominada  |